# مصطفی مکری
مصطفی مکری (۱۵ آذر ۱۳۰۰ – ۱۴ دی ۱۳۸۳ در تهران) فوتبالیست بازنشسته ایرانی بود. او بیشتر بازی خود را در باشگاه توفان انجام داد. او همچنین رئیس سابق فدراسیون فوتبال ایران و پرسپولیس بود.

## فعالیت‌های ورزشی
مکری در سال ۱۳۲۰ وقتی حسین صدقیانی عضو این تیم بود به توفان پیوست. آن سالها آنها برای مسابقات قهرمانی لیگ تهران رقابتی بزرگ با دارایی داشتند. وی در سال ۱۳۲۳ به قهرمانی لیگ تهران رسید و به تیم منتخب تهران (یازده نفر تهران) دعوت شد.

## ریاست

### فدراسیون فوتبال ایران
مکری دو بار رئیس فدراسیون فوتبال ایران شد. او سهم خوبی داشت و باعث ایجاد انقلابی در سیستم فوتبال ایران در دوران ریاست خود شد. دوره اول بین سالهای ۱۹۵۸ و ۱۹۶۰ بود که او "جام منطقه ای ایران"، اولین لیگ فوتبال را تشکیل داد که تیم هایی از مناطق مختلف ایران را در آن تشکیل می داد. در دوره دوم، بین سالهای ۱۹۶۷ و ۱۹۷۲، تیم ملی فوتبال ایران دو بار قهرمان جام ملتهای آسیا شد. مسعود برومند در این مدت معاون وی بود. 

### پرسپولیس
مکری در سال ۱۳۵۲ توسط علی عبده به عنوان رئیس باشگاه پرسپولیس انتخاب شد و تا زمان انقلاب در سال ۱۳۵۷ در این پست ماند.

## زندگی شخصی
مکری در سال ۱۹۴۴ از فوتبال بازنشسته شد. او به فرانسه رفت و فارغ التحصیل رشته تربیت بدنی و سوارکاری شد. سپس در سال ۱۳۲۷ با یک زن فرانسوی ازدواج کرد. همسر وی در سال ۱۳۷۶ درگذشت.